# Régis Deroudilhe
Julien Régis Deroudilhe, né le 23 février 1911 à Cargèse et mort le 14 mai 2003 au Pontet (Vaucluse), est un homme politique français, maire du Pontet de 1959 à 1994 et président du Conseil général de Vaucluse de 1992 à 1998.
Maire du Pontet pendant 35 années consécutives du 15 mars 1959 jusqu'en mai 1994, date de sa démission, il est réélu chaque fois à une écrasante majorité. Élu au Conseil général de Vaucluse de 1973 à 2001, représentant le canton d'Avignon-Nord, il en est le président du 3 avril 1992 au 27 mars 1998.

## Distinctions
Régis Deroudilhe est distingué au cours de sa carrière comme officier de la Légion d'honneur, titulaire de la Croix de guerre, chevalier des Palmes académiques et médaillé d'or de la Jeunesse et des Sports.

## Publications
Le Pontet, Avignon, 1982, Imprimerie Aubanel, 142 p. [Lire un extrait en ligne]